# Neche (Dakota Północna)
Neche – miasto w Stanach Zjednoczonych, w stanie Dakota Północna, w hrabstwie Pembina.